# フレネル積分

S(x) と C(x)。C(x) の最大値は約 0.977451424。t2 の代わりに 1/2πt2 を使うと、図は水平および垂直方向に縮小される（下図）

フレネル積分（フレネルせきぶん、英: Fresnel integrals）とは、オーギュスタン・ジャン・フレネルの名を冠した2つの超越関数 S(x) と C(x) であり、光学で使われている。近接場のフレネル回折現象を説明する際に現れ、以下のような積分で定義される。
{\displaystyle S(x)=\int _{0}^{x}\sin(t^{2})\,dt,\quad C(x)=\int _{0}^{x}\cos(t^{2})\,dt}
S(x) と C(x) をパラメトリック方程式として描画したものがクロソイド曲線である。

## 定義

正規化したフレネル積分 S(x) と C(x)。三角関数の引数を上図での t2 ではなく、1/2πt2 にしている。

フレネル積分は、全ての x について収束する次の冪級数展開式で表せる。
{\displaystyle S(x)=\int _{0}^{x}\sin(t^{2})\,dt=\sum _{n=0}^{\infty }(-1)^{n}{\frac {x^{4n+3}}{(4n+3)(2n+1)!}}}

{\displaystyle C(x)=\int _{0}^{x}\cos(t^{2})\,dt=\sum _{n=0}^{\infty }(-1)^{n}{\frac {x^{4n+1}}{(4n+1)(2n)!}}}
Abramowitz and Stegun (式 7.3.1 – 7.3.2) などの書籍では、S(x) と C(x) を定義する積分に {\displaystyle t^{2}} ではなく {\displaystyle {\frac {\pi }{2}}t^{2}} を使っている。これをしばしば正規化された (normalized) フレネル積分といい、こうすると無限大における極限値は {\displaystyle {\frac {1}{2}}{\sqrt {\frac {\pi }{2}}}} でなく {\displaystyle {\frac {1}{2}}} に、螺旋の最初の一周の弧長は {\displaystyle {\sqrt {2\pi }}} (at {\displaystyle t={\sqrt {2\pi }}})でなく 2 (at t=2) に変わる。

## オイラーの螺旋

オイラーの螺旋 (x, y) = (C(t), S(t))。t が正および負の無限大に近づくと、曲線は2つの穴の中心に収束していく。

オイラーの螺旋は、コルニュ螺旋またはクロソイドとも呼ばれ、S(t) と C(t) をパラメトリックにプロットした曲線である。コルニュ螺旋はマリー・アルフレッド・コルニュが回折の計算用にノモグラムとして考案したものである。
ここで、
{\displaystyle C'(t)^{2}+S'(t)^{2}=\sin ^{2}(t^{2})+\cos ^{2}(t^{2})=1\,}
であるから、この曲線の接ベクトルは単位長で、t は原点 (0,0) からの曲線に沿った弧長である。したがって、どちらの方向の曲線も無限の長さがある。
この曲線は、任意の点の曲率が原点からの曲線に沿った長さに比例するという特徴がある。このため、高速道路や鉄道で緩和曲線として用いられる。この曲線上で乗り物が一定速度で走行すると、角加速度が一定のレートとなる。クロソイド曲線（の一部）は例えばローラーコースターのループの形状にも使われている。

## 属性
- C(x) と S(x) は x の奇関数である。
- C と S は整関数である。
- 上述の冪級数展開式を使うと、フレネル積分は定義域を複素数に拡張でき、複素数値の解析関数となる。フレネル積分は誤差関数を使って以下のように表現できる。
  - {\displaystyle S(x)={\frac {\sqrt {\pi }}{4}}\left({\sqrt {i}}\,\operatorname {erf} ({\sqrt {i}}\,x)+{\sqrt {-i}}\,\operatorname {erf} ({\sqrt {-i}}\,x)\right)}
  - {\displaystyle C(x)={\frac {\sqrt {\pi }}{4}}\left({\sqrt {-i}}\,\operatorname {erf} ({\sqrt {i}}\,x)+{\sqrt {i}}\,\operatorname {erf} ({\sqrt {-i}}\,x)\right)}
- C(x) と S(x) を定義している積分式は、特別な場合を除いては、初等関数を使って閉形式で評価することができない。x が無限大に漸近したときのこれらの関数の極限は次のようになることが知られている。
  - {\displaystyle \int _{0}^{\infty }\cos t^{2}\,dt=\int _{0}^{\infty }\sin t^{2}\,dt={\frac {\sqrt {2\pi }}{4}}={\sqrt {\frac {\pi }{8}}}}
- 上式と等価なガウス型の積分をフレネル積分と呼ぶ場合もある。
  - {\displaystyle \int _{-\infty }^{\infty }e^{{\frac {i}{2}}t^{2}}\,dt={\sqrt {2\pi i\,}}}

### 評価

扇形の輪郭線を使い、フレネル積分の極限を計算する。

引数が無限大に漸近したときの C と S の極限は、複素解析の手法で求められる。それには、正のx軸、半直線 y = x, x ≥ 0、原点を中心とした半径 R の円で囲まれた複素平面での扇形の領域の境界線に沿って、次の関数の扇形積分を使う。
{\displaystyle \oint \mathrm {d} z~e^{iz^{2}}=0}
この周回積分が0になるのは領域内に極がないためである。R が無限大の極限を考えると、{\displaystyle \gamma _{2}}（円弧部分）上の積分は0になり、{\displaystyle \gamma _{3}}上の積分はガウス積分から
{\displaystyle \int _{\gamma _{3}}\mathrm {d} z~e^{iz^{2}}=\int _{0}^{R}\mathrm {d} t~{\frac {1+i}{\sqrt {2}}}e^{-t^{2}}\to {\sqrt {\frac {\pi }{8}}}(1+i)\quad (R\to \infty )}
となる。よって、{\displaystyle \gamma _{1}}（実軸）上の積分の実部と虚部を取ることで、{\displaystyle C(\infty )=S(\infty )={\sqrt {\pi /8}}}が求められる。